# 虹吸

根據伯努利定律，虹吸流速度約等於：

虹吸（siphon或syphon）是一種流體力學現象，可以不借助泵而抽吸液體。處於較高位置的液體充滿一根倒U形的管狀結構（稱為虹吸管）之後，開口於更低的位置。虹吸管兩端液體的重量差距造成液體壓力差距，液體壓力差能夠推動液體越過最高點，向低端排放。
中國古代酒器九龍杯即是利用虹吸原理製成。

## 機制
在虹吸管的上端開口處（A），向管內的壓力為上端水受到重力往管口浸入位置處推擠所形成的容器液壓；向外的壓力則為上坡段液柱產生的壓力。前者大於後者時，液體被從上端容器推進管口流到下端容器，形成虹吸。而液體壓力差是由液體向出口端落下引起，即C點重力向下導致B點負壓，然後液壓差配合大氣壓力推動液體流動。在通常情況下，虹吸現象的驅動力是大氣壓；但是在特殊情況下也會有其他原理成為驅動力。在實驗室條件下，一些虹吸管被用於在真空環境下展示，表明液體的抗張強度有一定貢獻。
最常見的虹吸現象使用水作為虹吸液，不過試驗中也經常使用水銀，其他物質例如有機溶液，甚至二氧化碳都可以被用於虹吸實驗。

### 停止條件
虹吸上升階段和氣壓錶原理相類似，氣壓推動液體向上進入管道中壓力較低的頂端部分。由於原理相似，虹吸管內部液體所能上升的最大高度和氣壓錶是一致的。上坡高度增加，管口向外的壓力也增加；到與重力產生之容器液壓平衡的時候，虹吸管的最高處會產生部分真空，進一步導致液柱坍塌，虹吸現象停止。
另外，如果虹吸管兩端容器液面達到相等高度，虹吸現象也會停止。

## 其他現象

### 地下虹吸
當地下暗河的河道突然變窄時，水流速度變快，這種現象稱為地下虹吸。

### 咖啡壺
當虹吸管兩端都在重力作用下，液體從高端向低端流動。然而，如果低處出口被密封同時加壓，液體也會從低端向上流動。例如，虹吸式咖啡壺及摩卡壺是藉由加熱下壺的水，沸騰後生成氣體，增加壓力，將下壺的水推至上壺萃取咖啡。

## 外部連結
- The Straight Dope: How Does A Siphon work?（页面存档备份，存于）
- Pnematics of Hero of Alexandria[永久] - Interesting Applications of Siphons
- QUT physicist corrects Oxford English Dictionary （页面存档备份，存于）